# 市中区 (济南市)
市中区是中国山东省济南市所辖的市辖区，区域总面积为280平方公里。區人民政府駐經八路122號。
市中区四周都是属于济南市的区：向东与历下相邻，向南与历城相邻，向西与槐荫相邻，向北与天桥相邻。是济南市中心城区，南部有兴隆山、桃花山、大寨山；东部有佛峪沟、青铜山；北部有登州泉、望水泉、东高泉、杜康泉、双桃泉、西密脂泉、石湾泉等七大名泉。

## 历史
市中区系古历城西郊庄田荒野，1904年清政府在济南辟建商埠后，辖区始称商埠东部．1948年解放军攻占济南后为济南特别市第五区。1955年济南市缩编减制设立5个区，因地处市区中心，始称市中区。

## 人口
根據第七次全国人口普查顯示，全区常住人口903714人，与2010年第六次全国人口普查的713581人相比，十年共增加190133人，增长26.64%，年平均增长率为2.39%。
截至2021年末，市中區常住人口91.51萬人，較2020年的增加了0.75萬人。

## 行政区划
市中区下辖17个街道办事处：
大观园街道、杆石桥街道、四里村街道、魏家庄街道、二七新村街道、七里山街道、六里山街道、舜玉路街道、泺源街道、王官庄街道、舜耕街道、白马山街道、七贤街道、十六里河街道、兴隆街道、党家街道和陡沟街道。

## 自然条件
市中区位于济南市区中部。总面积280平方公里，人口57万人。
地势南高北低，坡差较大，南有群山，北依平原，最高处海拔高程450.5米，最低处海拔高程30米，属暖温带半湿润大陆性季风气候，水力资源以地下水源为主。

## 社会经济
市中区有乡以上独立核算工业企业60多家，重点行业有机械、冶金、食品、化工、印刷、塑料等。农业主要集中在七贤镇，以蔬菜林果、肉食业为主。近年来市中区积极推行“全方位开放”战略，扩大招商引资，始“三资”企业得到大力发展，并和20多个国家和地区建立了经贸合作关系。

## 名胜古迹
市中区内文体娱乐设施齐备有中山公园等。